# Edyta Witkowska
Edyta Witkowska, po mężu Popecka (ur. 24 lipca 1979) – polska zapaśniczka, mistrzyni świata (2001) i Europy (2001), medalistka mistrzostw świata i Europy. Najbardziej utytułowana zawodniczka w historii polskich zapasów. Medalistka mistrzostw świata i Europy w sumo.

## Życiorys

### Zapasy
Zapaśniczka pochodzi z  Czyżeminka z okolic Opoczna. Ukończyła Zespół Szkół Rolniczych im. Stanisława Staszica w Borkowicach oraz Zamiejscowy Wydział Kultury Fizycznej w Gorzowie Wielkopolskim Akademii Wychowania Fizycznego im. Eugeniusza Piaseckiego w Poznaniu. Była czołową polską zapaśniczką przełomu lat 90. XX wieku i pierwszej dekady XXI wieku. Karierę rozpoczęła w 1994 roku. Trenowała w klubie KS „Platan” Borkowice, gdzie opiekował się nią Józef Maciejczak. Startowała w kategorii 75 kg. W 1997 wystąpiła po raz pierwszy w mistrzostwach Europy juniorów, zdobywając brązowy medal. Rok później była już mistrzynią Europy juniorek, zdobyła także brązowe medale mistrzostw świata juniorek i seniorek. W 1999 została mistrzynią Europy i mistrzynią świata juniorek, a w mistrzostwach seniorek zajęła 5. miejsce. W 2000 sięgnęła po tytuły wicemistrzyni świata i mistrzyni Europy seniorów, a w 2001 zdobyła swoje najcenniejsze tytuły w karierze - została mistrzynią świata i mistrzynią Europy. Po zmianie kategorii wagowej startowała od 2002 w kategorii 72 kg, w której nie odnosiła już takich sukcesów, ale jeszcze w 2002 zdobyła brązowy medal mistrzostw świata, a w 2003 była w tych zawodach siódma. Była również wielokrotną medalistką Polski w zapasach. W 1998 i 2001 zajmowała pierwsze miejsce, w 1996 i 1999 drugie miejsce.

### Sumo
Od 2000 równocześnie z zapasami zaczęła trenować sumo i już w 2000 została mistrzynią Europy w kategorii 80 kg, a w 2002 sięgnęła po mistrzostwo świata w kategorii 80 kg. W 2004 i 2005 została wicemistrzynią świata w kategorii +80 kg, a w 2008 zdobyła brąz indywidualnie i drużynowo. W mistrzostwach Europy zdobyła ponadto srebrny medal w kategorii + 80 kg w 2009 oraz ośmiokrotnie brązowe medale indywidualnie (2005, 2006, 2007, 2008 w kategorii +80 kg, 2005, 2008, 2010 w kategorii open), a w drużynie złoto w 2010, srebro w 2007, 2008 i 2009, brąz w 2005. W 2005 triumfowała w zawodach World Games, a w 2009 zajęła w tych zawodach trzecie miejsce. Jest też wielokrotną mistrzynią Polski w tej dyscyplinie sportu (2004 - 2 m. kat. open, 2005 - 1 m. w kat. +80 kg i open, 2008 - 1 m. w kat. +80 kg i open, 2009 - 1 m. open, 2 m. - +80 kg, 2010 - 1 m. - kat. +80 kg i open). Do 2007 reprezentowała barwy Platana Borkowice, a od 2007 jest zawodniczką PTC Pabianice.

## Życie prywatne
Żona zapaśnika Piotra Popeckiego, ma syna Lucjana.